# Villanueva de Oscos

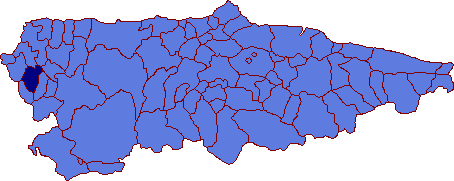
Położenie gminy na mapie Asturii.

Villanueva de Oscos (ast. Vilanova d'Ozcos) – gmina w Hiszpanii, w Asturii. Od północy graniczy z Vegadeo i Castropolem, od południa z San Martín i Santa Eulalia de Oscos, ze wschodu z San Martín i z zachodu z Taramundi.
Powierzchnia gminy wynosi 72 km². Zgodnie z danymi INE, w 2005 roku liczba ludności wynosiła 404, a gęstość zaludnienia 5,61 osoby/km². Najwyższy szczyt w gminie, O Filso ma wysokość 1202 metrów nad poziomem morza. Numer kierunkowy to +34, a tablice rejestracyjne rozpoczynają się od litery O. Burmistrzem gminy jest José Antonio González Braña.
Gmina dzieli się na cztery jednostki zwane parroquias:
- Villanueva
- Xestoso
- Martul
- San Cristobo

## Liczba ludności z biegiem lat
- 1991 – 480
- 1996 – 482
- 2001 – 419
- 2004 – 416
- 2005 – 404